# Korlu
Korlu (kurdisch: Şêxan) ist ein  Dorf im Landkreis Yayladere in der türkischen Provinz Bingöl. Korlu liegt in Ostanatolien. Die Ortschaft befindet sich am Hang oberhalb des Özlüce-Stausees auf 1300 m über dem Meeresspiegel, in unmittelbarer Nähe des Dorfes Günlük und des Korlu-Sees, 12 km südöstlich von Yayladere.
Der ursprüngliche Name lautete Şeyhan. Die Dorfbevölkerung führt diesen Namen auf einen Scheich Harun zurück, der im 16. Jahrhundert gelebt haben soll. Der Name Şeyhan  ist auch  im Grundbuch verzeichnet. Im Jahre 1973 wurden noch 439 Einwohner gezählt. Die Ortschaft hatte im Jahre 2010 noch 44 Einwohner.
Nach dem Militärputsch von 1980 verließen zahlreiche Dorfbewohner aufgrund der Repressionen das Dorf. Mitte der 1990er, auf dem Höhepunkt der Auseinandersetzungen zwischen dem Militär und der PKK, wurden Wälder in Dorfnähe und wenige Tage später einige Häuser gebrandschatzt. Bis auf einige Alte wurde das Dorf aufgegeben. Im Jahre 1998 wurden einige Häuser neu errichtet. Seither schwankt die Bevölkerung saisonal. Ehemalige Dorfbewohner verbringen ihre Sommerferien in Korlu.
Im Jahre 2007 entführten Aktivisten der PKK zwei Waldarbeiter in Korlu und ließen sie anschließend wieder frei.